# الرياضة في إسبانيا

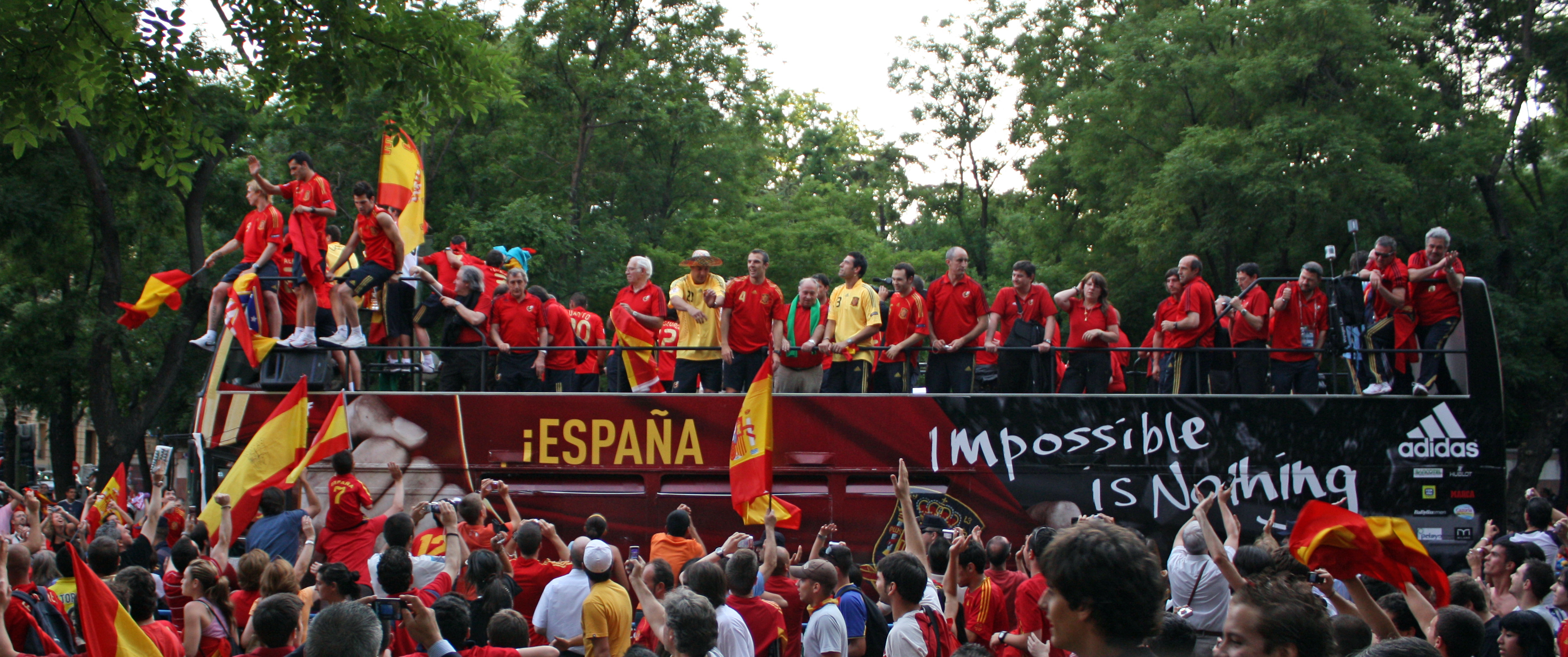
الأبطال في مدريد.

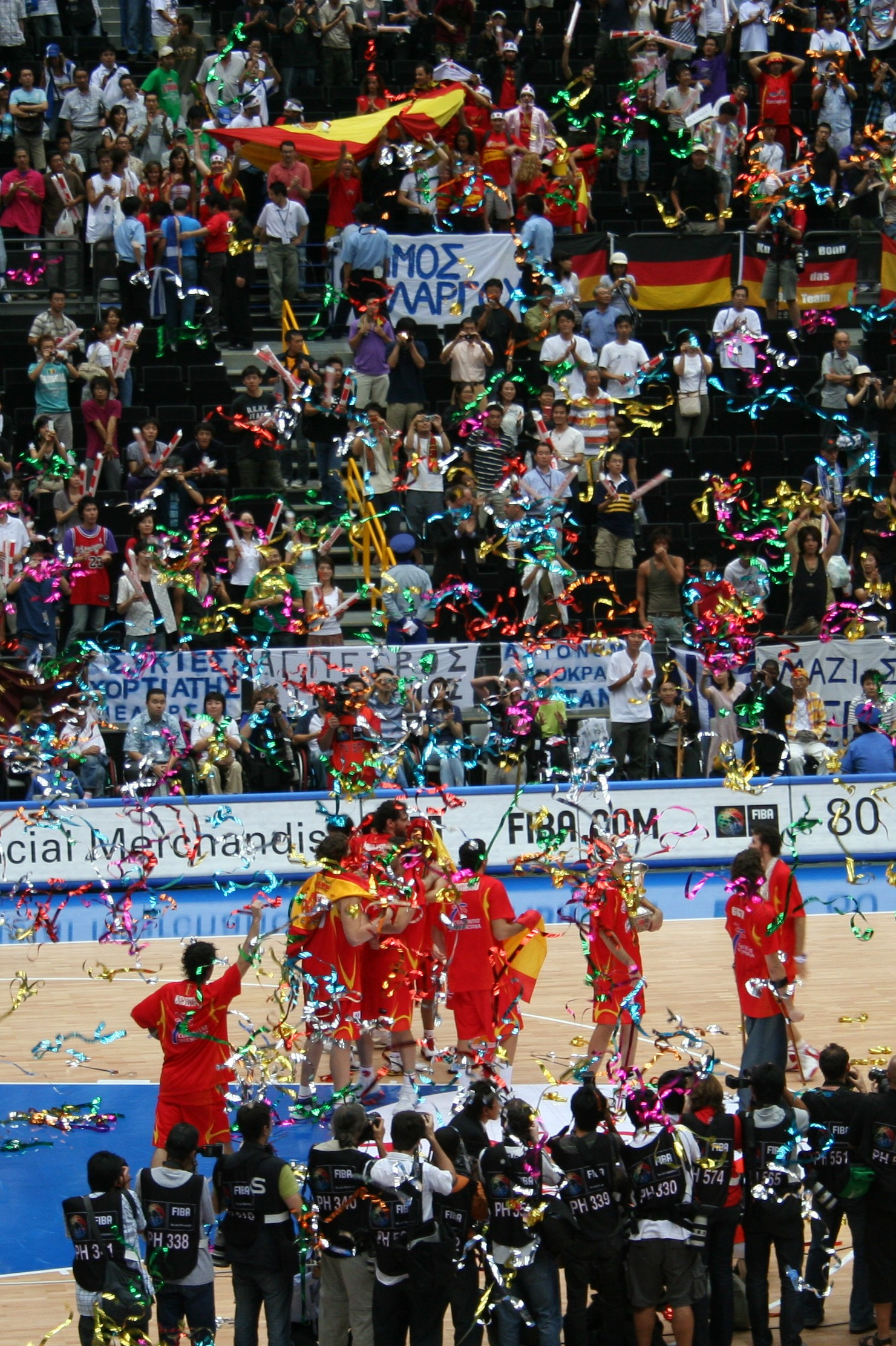
منتخب إسبانيا لكرة السلة المتوج بكأس العالم لكرة السلة سنة 2006

الرياضة في إسبانيا الرياضة هي جزء مُهِم في الثقافة الإسبانية، كرة قدم هي الرياضة الشعبية الأولى في إسبانيا ويُعتبر منتخب إسبانيا لكرة القدم من أقوى المُنتخبات في كرة القدم حيث تمكن المنتخب خلال 4 سنوات من حصد بطولة كأس العالم لكرة القدم في 2010 ومن الفوز ببطولتين في كأس أمم أوروبا في 2008 و 2012، المنتخب الإسباني فاز بكأس العالم في مرة واحدة في بطولة كأس العالم لكرة القدم 2010 وألتي أقيمت في جنوب أفريقيا بعد فوزهِ على هولندا بهدف دون مُقابل وبذلك كان أول منتخب أوروبي يفوز بكأس العالم خارج قارة أوروبا، وتعتبر إسبانيا مع ألمانيا أكثر المنتخبات فوزاً بكأس أمم أوروبا حيث فاز بها 3 مرات منها في عام 1964 والتي أقيمت في إسبانيا وفي عام 2008 وألتي أُقيمت في النمسا وسويسرا وفي عام 2012 وألذي أُقيم في أوكرانيا وبولندا، ويتواجد في في إسبانيا أقوى الأندية في كرة القدم وهم ريال مدريد وبرشلونة حيث يشهد الدوري الأسباني الدرجة الأولى منافسة قوية بين هذين الناديين.
الرياضات الشعبية الأُخرى في إسبانيا هي كرة السلة حيث فاز المنتخب الإسباني بكأس العالم في عام 2006، وكذلك كرة اليد وكرة المضرب بلاعبها المشهور رافاييل نادال، و الفورملا ون بسائقها فرناندو ألونسو وموتو جي بي وفي ركوب الدراجات والسباحة، وفي الأولمبياد عادةً ما كانت تحتل إسبانيا المراتب العشرين الأولى في جدول الميداليات.